# Земенски пролом
Земенският пролом е каньоновиден пролом на река Струма (4-ти по ред по течението ѝ) в Западна България, между Земенска планина на запад, и най-западния рид Риша на Конявска планина на изток в Община Земен, област Перник и Община Кюстендил, област Кюстендил. Свързва Радомирската котловина на север с Кюстендилската котловина на юг.

## Географско описание
Проломът е с епигенетичен произход и е с дължина около 22 km, а надморската му височина е около 550 m. Всечен е дълбоко в мезозойски пясъчници, варовици и доломити, сред които преобладават варовиците, в които са образувани пещери, карстови извори, Земенските скални пирамиди, бигорният водопад Полска Скакавица и др. Има величествен изглед в централните си части, със стръмни скалисти склонове и разнообразни форми на изветряне.
Започва югозападно от град Земен на 595 m н.в. и се насочва на югозапад, а след това на юг. След около 2 km вдясно (на запад) са причудливите Земенски скални пирамиди, след което следват нови стеснения и малки долинни разширения. В района на жп спирка „Скакавица“ надморската височина на пролома е около 550 m и тук се намират едни от най-красивите скални образувания в пролома. След жп спирката река Струма прави забележителни меандри и при село Раждавица излиза от пролома на 500 m н.в. и навлиза в Кюстендилската котловина.

## Туризъм
В северната част на пролома, високо над десния бряг на реката са разположени Земенските скални пирамиди с различни форми, създадени в триаските варовици. Известни са с имената Иванов камък, Сарая, Църни дупки и др. През 1968 г. са обявени за природна забележителност с площ от 13 ха.
В самото начало на пролома, на левия бряг на реката е разположен Земенският манастир.
В североизточната част на село Полска Скакавица се намира друга природна забележителност – 70-метровият едноименен водопад, образуван по откоса на висока травертинова тераса на река Полска Скакавица (десен приток на Струма). Той също е обявен през 1968 г. за природна забележителност.
През пролома преминава една от главните въздушни магистрали за миграция на прелетните птици от Европа към Африка – Виа Аристотелис.

## Транспорт
През пролома преминава участък от около 20 km от трасето на жп линията Радомир – Кюстендил – Гюешево, по която пътуването е особено забележително с множеството мостове над Струма и малките ѝ притоци и няколкото тунела, които „секат“ меандрите ѝ.

## Топографска карта
- Лист от карта K-34-58. Мащаб: 1 : 100 000.